# 亚历山大·约翰逊
亚历山大·约翰逊（英語：Alexander Johnson，1983年2月8日—），生于美国乔治亚州奥尔巴尼，美国职业篮球运动员。

## 大学篮球生涯
亚历山大·约翰逊所就读的大学是佛罗里达州立大学，他为学校篮球队效力过三个赛季。在这三个赛季中，约翰逊场均可以拿到13.2分、7.4个篮板球和1.0个封盖。其大学篮球生涯封盖数量达到66次，位列佛罗里达州立大学校历史排行榜第14位。

## 职业篮球生涯

### NBA选秀
2006年，约翰逊参加了当年的NBA选秀，选秀前，球探对他的评价是：臂展长，爆发力和弹跳力都很出众，在内线有极强的控制力，善于争抢篮板。但弱点是手不大，传球技术需要提高，还应该减少失误，开阔在场上的视野。年龄相对于同年级人来说偏大。最终，约翰逊在第二轮第十五顺位被印第安那步行者选中。选秀结束后，约翰逊的签约权被交易到波特兰开拓者，随后，交易权又被开拓者交易到孟菲斯灰熊。

### 孟菲斯灰熊
在2006-2007NBA赛季中，约翰逊在孟菲斯灰熊获得了59场出场机会，其中有19场是作为首发球员出场。在这个赛季，约翰逊场均获得12.8分钟出场时间，可以拿到4.4分和3.1个篮板，投篮命中率达到53.8%。

### 迈阿密热火
2007年8月24日，在约翰逊与孟菲斯灰熊的合同到期后，他与迈阿密热火签约。在2007-2008NBA赛季中，约翰逊共出场43次，其中6次首发出场，场均可以获得4.2分和2.2个篮板，投篮命中率达到48.8%。2008年6月23日，迈阿密热火宣布放弃约翰逊，两个月后，约翰逊与德国布罗斯俱乐部签约。

### 东莞烈豹
2009年11月15日，东莞烈豹篮球俱乐部向中国篮球协会提交了决定签约约翰逊的申请。2009年12月21日，在约翰逊的CBA的首秀中，他仅打了13分10秒，由于在比赛的第三节的一次快攻中用力过猛，约翰逊右侧大腿老伤复发，随即便痛苦地倒地不起，之后就离开了CBA。在CBA的13分钟内，约翰逊2分球7投3中，得到7分和4个篮板。

### 苏福尔斯天空力量
在结束CBA赛季后，约翰逊被下放到美国国家篮球发展联盟中的苏福尔斯天空力量。在为苏福尔斯天空力量效力的一个赛季中，约翰逊场均能获得24.5分10.9篮板，命中率高达60%，还曾被评为NBDL的月度最佳球员。

## NBA生涯数据统计
| 賽季    | 球隊   | GP  | GS | MPG  | FG%  | 3P%  | FT%  | RPG | APG | SPG | BPG | PPG |
| ------- | ------ | --- | -- | ---- | ---- | ---- | ---- | --- | --- | --- | --- | --- |
| 2006–07 | 灰熊队 | 59  | 19 | 12.8 | .538 | .000 | .661 | 3.1 | .3  | .4  | .6  | 4.4 |
| 2007–08 | 热火队 | 43  | 6  | 12.8 | .488 | .000 | .687 | 2.2 | .3  | .3  | .2  | 4.2 |
| 生涯    |        | 102 | 25 | 12.8 | .517 | .000 | .672 | 2.7 | .3  | .4  | .4  | 4.3 |